# 1975-ös Formula–1 holland nagydíj
A holland nagydíj volt az 1975-ös Formula–1 világbajnokság nyolcadik futama.

## Futam
| Helyezés | #  | Versenyző          | Csapat/Motor     | Körök | Idő/Kiesés oka      | Rajthely | Pontszám |
| -------- | -- | ------------------ | ---------------- | ----- | ------------------- | -------- | -------- |
| 1        | 24 | James Hunt         | Hesketh-Ford     | 75    | 1:46:57,40          | 3        | 9        |
| 2        | 12 | Niki Lauda         | Ferrari          | 75    | + 1,06              | 1        | 6        |
| 3        | 11 | Clay Regazzoni     | Ferrari          | 75    | + 55,06             | 2        | 4        |
| 4        | 7  | Carlos Reutemann   | Brabham-Ford     | 74    | + 1 kör             | 5        | 3        |
| 5        | 8  | Carlos Pace        | Brabham-Ford     | 74    | + 1 kör             | 9        | 2        |
| 6        | 16 | Tom Pryce          | Shadow-Ford      | 74    | + 1 kör             | 12       | 1        |
| 7        | 23 | Tony Brise         | Hill-Ford        | 74    | + 1 kör             | 7        |          |
| 8        | 28 | Mark Donohue       | Team Penske-Ford | 74    | + 1 kör             | 18       |          |
| 9        | 4  | Patrick Depailler  | Tyrrell-Ford     | 73    | + 2 kör             | 13       |          |
| 10       | 31 | Gijs van Lennep    | Ensign-Ford      | 71    | + 4 kör             | 22       |          |
| 11       | 30 | Wilson Fittipaldi  | Fittipaldi-Ford  | 71    | + 4 kör             | 24       |          |
| 12       | 20 | Ian Scheckter      | Williams-Ford    | 70    | + 5 kör             | 19       |          |
| 13       | 22 | Alan Jones         | Hill-Ford        | 70    | + 5 kör             | 17       |          |
| 14       | 10 | Lella Lombardi     | March-Ford       | 70    | + 5 kör             | 23       |          |
| 15       | 5  | Ronnie Peterson    | Lotus-Ford       | 69    | Kifogyott üzemanyag | 16       |          |
| 16       | 3  | Jody Scheckter     | Tyrrell-Ford     | 67    | Motorhiba           | 4        |          |
| Kiesett  | 21 | Jacques Laffite    | Williams-Ford    | 64    | Motorhiba           | 15       |          |
| Kiesett  | 2  | Jochen Mass        | McLaren-Ford     | 61    | Baleset             | 8        |          |
| Kiesett  | 17 | Jean-Pierre Jarier | Shadow-Ford      | 44    | Kerék               | 10       |          |
| Kiesett  | 18 | John Watson        | Surtees-Ford     | 43    | Vibráció            | 14       |          |
| Kiesett  | 1  | Emerson Fittipaldi | McLaren-Ford     | 40    | Motorhiba           | 6        |          |
| Kiesett  | 14 | Bob Evans          | BRM              | 23    | Differenciálmű      | 20       |          |
| Kiesett  | 6  | Jacky Ickx         | Lotus-Ford       | 6     | Motorhiba           | 21       |          |
| Kiesett  | 9  | Vittorio Brambilla | March-Ford       | 0     | Felfüggesztés       | 11       |          |
| NK       | 35 | Fusida Hirosi      | Maki-Ford        |       |                     |          |          |

## Statisztikák
Vezető helyen:
- Niki Lauda: 12 (1-12)
- Clay Regazzoni: 2 (13-14)
- James Hunt: 61 (15-75)

James Hunt 1. győzelme, Niki Lauda 13. pole-pozíciója, 5. leggyorsabb köre.
- Hesketh 1. győzelme.